# Kaja Kamp
Kaja Kamp Nielsen (født 29. april 1994 i Rebild, Danmark) er en dansk håndboldspiller, der spiller for den danske klub Team Esbjerg og Danmarks kvindehåndboldlandshold.
Hun blev udtaget til landstræner Jesper Jensens bruttotrup til EM 2020 i Danmark, men var ikke blandt de 16 udvalgte. Kamp blev under VM i håndbold 2023 indkaldt til den danske trup frem mod bronzekampen, efter Kathrine Heindahl blev skadet i VM-semifinalen. Dette blev samtidig hendes første landskamp, hvor hun tilmed vandt en VM-bronzemedalje.
Udover professionel håndbold har Kamp også optrådt på strandhåndboldlandsholdet, hvor hun var med til at vinde europamesterskabet i 2019.